# Moranopteris achilleifolia
Moranopteris achilleifolia är en stensöteväxtart som först beskrevs av Georg Friedrich Kaulfuss, och fick sitt nu gällande namn av R.Y.Hirai och J.Prado. Moranopteris achilleifolia ingår i släktet Moranopteris och familjen Polypodiaceae. Inga underarter finns listade.